# جيف وود (مهندس)
جيف وود (بالإنجليزية: Jeff Wood)‏ هو مهندس أمريكي، ولد في 20 يناير 1957 في ويتشيتا في الولايات المتحدة.

## روابط خارجية
- جيف وود على موقع DriverDB.com (الإنجليزية)